# カルベ (ニーダーザクセン)
カルベ (ドイツ語: Kalbe) は、ドイツ連邦共和国ニーダーザクセン州のローテンブルク（ヴュンメ）郡に属す町村（以下、本項では便宜上「町」と記述する）で、ザムトゲマインデ・ジッテンゼンを構成する自治体の一つである。

## 行政
カルベの町議会は、町長を含めて9議席からなる。

## 経済と社会資本

### 交通
カルベは州道L142号線に面している。この道路は近隣のジッテンゼンでアウトバーンA1号線のインターチェンジに通じている。このアウトバーンは町内を通っているものの、直接アクセスする経路はない。

## 引用
1. ↑  Landesamt für Statistik Niedersachsen, LSN-Online Regionaldatenbank, Tabelle A100001G: Fortschreibung des Bevölkerungsstandes, Stand 31. Dezember 2023